# Peter Nilsson (ishockeyspelare född 1962)
Peter Nilsson, född 10 juni 1962 i Stockholm, är en svensk före detta professionell ishockeyspelare (center).
Han var bland annat med och avancerade Hammarby Hockey till Elitserien 1982 och tog SM-guld med Djurgården Hockey 1989, 1990 och 1991.
Peter Nilsson är yngre bror till Tommy Boustedt.